# アメリカ合衆国教化隊

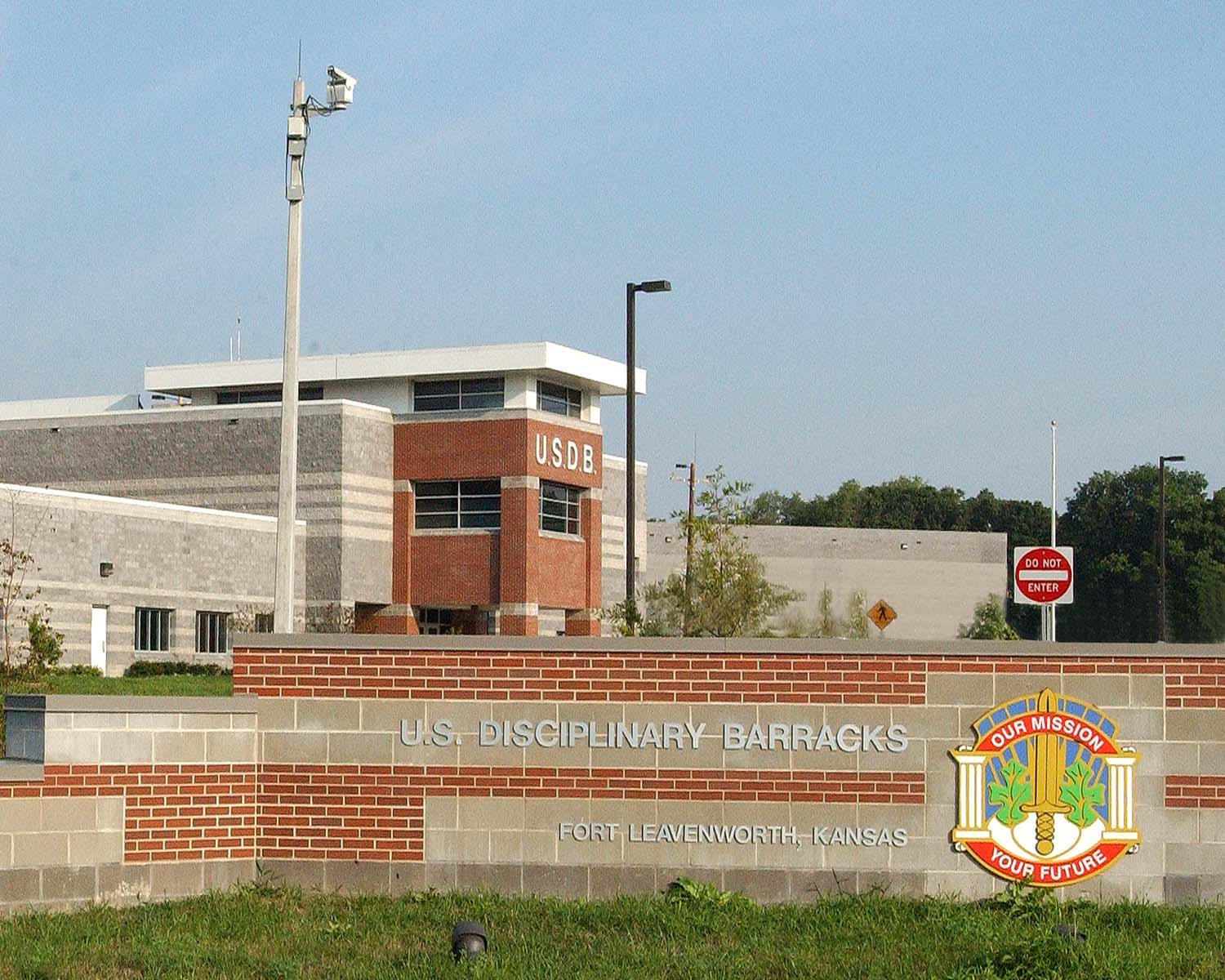
アメリカ合衆国教化隊

アメリカ合衆国教化隊（アメリカがっしゅうこく きょうかたい、英語: United States Disciplinary Barracks、略：USDB）とはカンザス州のフォート・レブンワースにあるアメリカ陸軍の軍事刑務所である。所在地名から、一般にレブンワース刑務所と呼ばれている（似た名前の「レヴンワース連邦刑務所」は司法省管轄の刑法犯刑務所）。
部隊標語は「Our mission, your future」（我らの任務、汝の未来）。

## 概要
レブンワース刑務所は米軍で最も警備体制の厳しい施設であって、最高1,500人の囚人を収容することが出来る。
陸軍の軍法（一般には統一軍事裁判法。陸海空を問わず全てのアメリカ軍将兵がこれで処断される）違反者の中でも士官の犯罪者と7年以上の懲役判決を受けている重罪人を収容している。
7年未満軽犯罪者は主にフォートノックス刑務所やケンタッキー刑務所（共にケンタッキー州）に収監される。
刑務所の職員はミズーリ州にあるアメリカ陸軍憲兵学校で訓練された軍の「矯正専門家」である。

## 歴史
アメリカ合衆国軍刑務所としてレブンワース刑務所は1874年に議会で承認された。
多くの囚人が建設使役の為に徴用された。建設工事は1875年から始まり1921年に完成した。
施設は、最高1,500人の囚人を収容することができた。
2002年に新しい施設が完成し、旧来の施設は2004年に解体された。